# Judi Radin
Judi Radin, (ur.  1950), amerykańska brydżystka, World Grand Master (WBF).
Judi Radin grała również jako Judi Friedenberg i Judi Solodar.
Judi Radin w latach 1982–1991 zajmowała pierwsze miejsce w światowym rankingu brydżystek.
Judi Radin zdobyła potrójną koronę brydżową w kategorii kobiet:
- w roku 1978 zwyciężyła  (razem z Katherine Wei-Sender) w otwartych mistrzostwach świata par kobiet w brydżu sportowym;
- w roku 1984 zwyciężyła (z drużyną USA) na Olimpiadzie brydżowej;
- w roku 1987 zwyciężyła (z drużyną USA) w Venice Cup.

## Wyniki brydżowe

### Olimpiady
Na olimpiadach uzyskała następujące rezultaty:
| Olimpiady brydżowe. Zawody teamów | Olimpiady brydżowe. Zawody teamów | Olimpiady brydżowe. Zawody teamów | Olimpiady brydżowe. Zawody teamów | Olimpiady brydżowe. Zawody teamów | Olimpiady brydżowe. Zawody teamów |
| Rok                               | Miejsce                           | Zawody                            | Kategoria                         | Drużyna                           | Pozycja                           |
| --------------------------------- | --------------------------------- | --------------------------------- | --------------------------------- | --------------------------------- | --------------------------------- |
| 2012                              | Lille                             | 2. Olimpiada Sportów Umysłowych   | Kobiety                           | USA                               | 9                                 |
| 2008                              | Pekin                             | 1. Olimpiada Sportów Umysłowych   | Kobiety                           | USA                               | 3                                 |
| 1984                              | Seattle                           | 7. Olimpiada Teamów               | Kobiety                           | USA                               | 1                                 |

### Zawody światowe
W światowych zawodach zdobyła następujące lokaty:
| Mistrzostwa Świata. Konkurencja teamów | Mistrzostwa Świata. Konkurencja teamów | Mistrzostwa Świata. Konkurencja teamów | Mistrzostwa Świata. Konkurencja teamów | Mistrzostwa Świata. Konkurencja teamów | Mistrzostwa Świata. Konkurencja teamów |
| Rok                                    | Miejsce                                | Zawody                                 | Kategoria                              | Drużyna                                | Pozycja                                |
| -------------------------------------- | -------------------------------------- | -------------------------------------- | -------------------------------------- | -------------------------------------- | -------------------------------------- |
| 2013                                   | Nusa Dua                               | 41. Mistrzostwa Świata Teamów          | Trans                                  | USA1Ladies                             | 35                                     |
| 2013                                   | Nusa Dua                               | 41. Mistrzostwa Świata Teamów          | Kobiety                                | USA 1                                  | 5                                      |
| 2011                                   | Veldhoven                              | 40. Mistrzostwa Świata Teamów          | Kobiety                                | USA 1                                  | 5                                      |
| 2010                                   | Filadelfia                             | 13. Seria Mistrzostw Świata            | Kobiety                                | Moss                                   | 5                                      |
| 2006                                   | Werona                                 | 12. Mistrzostwa Świata                 | Kobiety                                | Radin                                  | 9                                      |
| 2002                                   | Montreal                               | 11. Mistrzostwa Świata                 | Kobiety                                | Radin                                  | 2                                      |
| 1998                                   | Lille                                  | 10. Mistrzostwa Świata                 | Kobiety                                | Morse                                  | 17                                     |
| 1994                                   | Albuquerque                            | 9. Mistrzostwa Świata                  | Kobiety                                | Letizia                                | 1                                      |
| 1990                                   | Genewa                                 | 8. Mistrzostwa Świata                  | Open                                   | Wei                                    | 17                                     |
| 1987                                   | Ocho Rios                              | 28. Mistrzostwa Świata Teamów          | Open                                   | USA 2                                  | 1                                      |
| 1985                                   | São Paulo                              | 27. Mistrzostwa Świata Teamów          | Open                                   | USA 1                                  | 2                                      |
| 1982                                   | Biarritz                               | 6. Mistrzostwa Świata                  | Open                                   | Levitt                                 | 45                                     |
| 1981                                   | Nowy Jork                              | 25. Mistrzostwa Świata Teamów          | Kobiety                                | USA                                    | 2                                      |

| Mistrzostwa Świata. Konkurencja par | Mistrzostwa Świata. Konkurencja par | Mistrzostwa Świata. Konkurencja par | Mistrzostwa Świata. Konkurencja par | Mistrzostwa Świata. Konkurencja par | Mistrzostwa Świata. Konkurencja par |
| Rok                                 | Miejsce                             | Zawody                              | Kategoria                           | Partner                             | Pozycja                             |
| ----------------------------------- | ----------------------------------- | ----------------------------------- | ----------------------------------- | ----------------------------------- | ----------------------------------- |
| 2010                                | Filadelfia                          | 13. Mistrzostwa Świata              | Kobiety                             | Sylvia Moss                         | 10                                  |
| 2006                                | Werona                              | 12. Mistrzostwa Świata              | Miksty                              | Jim Mahaffey                        | 297                                 |
| 2006                                | Werona                              | 12. Mistrzostwa Świata              | Kobiety                             | Sylvia Moss                         | 47                                  |
| 2002                                | Montreal                            | 11. Mistrzostwa Świata              | Kobiety                             | Valerie Westheimer                  | 7                                   |
| 2002                                | Montreal                            | 11. Mistrzostwa Świata              | Miksty                              | Zia Mahmood                         | 16                                  |
| 1998                                | Lille                               | 10. Mistrzostwa Świata              | Kobiety                             | Hjordis Eythorsdottir               | 15                                  |
| 1998                                | Lille                               | 10. Mistrzostwa Świata              | Miksty                              | Jim Mahaffey                        | 49                                  |
| 1994                                | Albuquerque                         | 9. Mistrzostwa Świata               | Miksty                              | Jack Coleman                        | 18                                  |
| 1990                                | Genewa                              | 8. Mistrzostwa Świata               | Miksty                              | Zia Mahmood                         | 44                                  |
| 1990                                | Genewa                              | 8. Mistrzostwa Świata               | Kobiety                             | Katherine Wei-Sender                | 2                                   |
| 1982                                | Biarritz                            | 6. Mistrzostwa Świata               | Miksty                              | Michael Radin                       | 11                                  |
| 1978                                | Nowy Orlean                         | 5. Mistrzostwa Świata               | Miksty                              | Gerald Caravelli                    | 15                                  |
| 1978                                | Nowy Orlean                         | 5. Mistrzostwa Świata               | Kobiety                             | Katherine Wei-Sender                | 1                                   |

### Zawody europejskie
W europejskich zawodach zdobyła następujące lokaty:
| Zawody europejskie. Konkurencja teamów | Zawody europejskie. Konkurencja teamów | Zawody europejskie. Konkurencja teamów | Zawody europejskie. Konkurencja teamów | Zawody europejskie. Konkurencja teamów | Zawody europejskie. Konkurencja teamów |
| Rok                                    | Miejsce                                | Zawody                                 | Kategoria                              | Drużyna                                | Pozycja                                |
| -------------------------------------- | -------------------------------------- | -------------------------------------- | -------------------------------------- | -------------------------------------- | -------------------------------------- |
| 2013                                   | Ostenda                                | 6. Otwarte Mistrzostwa Europy          | Miksty                                 | Mahaffey                               | 31                                     |
| 2007                                   | Antalya                                | 3. Otwarte Mistrzostwa Europy          | Miksty                                 | Mahaffey                               | 9                                      |
| 2005                                   | Teneryfa                               | 2. Otwarte Mistrzostwa Europy          | Kobiety                                | Cave                                   | 9                                      |

| Zawody europejskie. Konkurencja par | Zawody europejskie. Konkurencja par | Zawody europejskie. Konkurencja par | Zawody europejskie. Konkurencja par | Zawody europejskie. Konkurencja par | Zawody europejskie. Konkurencja par |
| Rok                                 | Miejsce                             | Zawody                              | Kategoria                           | Partner                             | Pozycja                             |
| ----------------------------------- | ----------------------------------- | ----------------------------------- | ----------------------------------- | ----------------------------------- | ----------------------------------- |
| 2013                                | Ostenda                             | 6. Otwarte Mistrzostwa Europy       | Miksty                              | Jim Mahaffey                        | 175                                 |
| 2007                                | Antalya                             | 3. Otwarte Mistrzostwa Europy       | Miksty                              | Jim Mahaffey                        | 70                                  |
| 2005                                | Teneryfa                            | 2. Otwarte Mistrzostwa Europy       | Kobiety                             | Virginia Cave                       | 50                                  |
| 2005                                | Teneryfa                            | 2. Otwarte Mistrzostwa Europy       | Mikst                               | Jeff Meckstroth                     | 16                                  |

## Klasyfikacja
- Judi Radin – klasyfikacja WBF (ang.)